# Carlos Julio Rojas
Carlos Julio Rojas es un periodista y activista venezolano. También ha sido miembro de la asociación de vecinos Frente Norte de Caracas. Rojas ha sido detenido por funcionarios de seguridad en al menos cuatro oportunidades, siendo la vez más reciente el 15 de abril de 2024, meses antes de las elecciones presidenciales de Venezuela de ese año.

## Carrera
Carlos ha sido miembro de la asociación de vecinos Frente Norte de Caracas. Ha denunciado que ha recibido amenazas por parte de funcionarios de seguridad y colectivos oficialistas.

### Primera detención
Rojas fue detenido por primera vez en 2015.

### Segunda detención
Fue detenido nuevamente en julio durante las protestas en Venezuela de 2017, cuando fue interceptado por efectivos de la Guardia Nacional Bolivariana (GNB) mientras salía de un mercado. Fue sujeto a una desaparición forzada de 60 horas, y su abogada denunció que los funcionarios de seguridad le plantaron cinco granadas para falsificar evidencia. Carlos fue presentado ante un tribunal militar en vez de a uno civil. Se le imputaron los delitos de "traición a la patria, contra la integridad, independencia y libertad de la nación", "rebelión militar" y "sustracción de efectos pertenecientes a la Fuerza Armada" y fue recluido en la cárcel militar de Ramo Verde. Rojas estuvo detenido por más de un mes y denunció tortura psicológica durante su reclusión. Fue liberado con medidas cautelares.

### Tercera detención
En 2020 Carlos fue arrestado por tercera vez durante una protesta de pensionados en el Centro de Caracas. Estuvo detenido por menos de un día, pero fue amenazado por funcionarios de seguridad y por colectivos.

### Candidatura a la alcaldía de Caracas
Carlos Julio Rojas se postuló como candidato a la Alcaldía de Caracas durante las elecciones regionales de Venezuela de 2021, inscribió como concejal a Rafael Araujo. Poco después declinó su candidatura en favor de Antonio Ecarri Angola.

### Cuarta detención
Durante la detención de John Álvarez en agosto de 2023, estudiante de antropología de la Universidad Central de Venezuela, Rojas denunció las irregularidades durante el proceso penal. En septiembre del mismo año, Rojas denunció que la Dirección General de Contrainteligencia Militar (DGCIM) planeaba detenerlo y acusarlo de actividades irregulares.
La noche del 15 de abril de 2024 fue detenido por funcionarios con pasamontañas del Servicio Bolivariano de Inteligencia (SEBIN) y subido a una camioneta plateada mientras caminaba cerca de su casa en La Candelaria, Caracas. Rojas fue imputado de los cargos de "asociación e instigación para delinquir", "terrorismo", "conspiración" y "magnicidio en grado de tentativa". y presentado ante el Tribunal Segundo de Control con competencia en Terrorismo el 17 de abril.
El sitio de reclusión de Carlos se desconoció por tres días hasta que el 18 de abril el Colegio Nacional de Periodistas informó que se encontraba en El Helicoide.Al igual que a la activista Rocío San Miguel, detenida en febrero de 2024, para el 18 de abril a Rojas no se le había permitido una defensa privada.Su abogado defensor señaló a Tarek William Saab, el fiscal general designado por la Asamblea Nacional Constituyente, de violar las normas procesales.
Al día siguiente, el fiscal designado por la desaparecida Asamblea Nacional Constituyente, Tarek William Saab, acusó a Rojas de formar parte de una red de conspiración para atentar contra la vida de Nicolás Maduro. De acuerdo a Saab, Rojas en concordancia con el partido Vente Venezuela y la ganadora de la primaria opositora, María Corina Machado, estaban planeando un ataque el pasado 25 de marzo en las inmediaciones del Consejo Nacional Electoral, con el fin de impedir la inscripción de Maduro como candidato presidencial por el Partido Socialista Unido de Venezuela (Psuv).
Organizaciones no gubernamentales tales como PROVEA y la Colegio Nacional de Periodistas, al igual que la coalición opositora de la Plataforma Unitaria, condenaron la detención de Rojas, mientras que la Coalición por los Derechos Humanos y la Democracia solicitó una medida cautelar a su favor ante la Comisión Interamericana por los Derechos Humanos.